# Billy James
Billy James (eigentlich Abraham William James Jr, * 25. November 1938; † 20. November 2011) war ein US-amerikanischer Jazz-Schlagzeuger.
James wuchs in West Philadelphia auf; nach Ableistung des Militärdienstes als Kryptologe studierte er am Curtis Institute, der Temple University und am Philadelphia Conservatory of Music. In der Jazzszene von Philadelphia spielte er u. a. mit Gene Ammons, Lionel Hampton, Don Patterson, Grant Green, Pat Martino, Eddie Harris (Is It In, 1974), Eddie Lockjaw Davis, Sonny Stitt, Miles Davis und McCoy Tyner. Von 1962 bis 2004 wirkte James bei 41 Aufnahmesessions mit, außer den Genannten mit Eric Kloss, Gene Ludwig und Houston Person. James war im Hauptberuf als Computer-Administrator und Teilzeit-Hochschullehrer tätig, zuletzt an der Drexel University. Er starb 2011 an den Folgen einer Lungenentzündung.

## Werke
- Frank Zappa und die Mothers Of Invention – Die frühen Jahre. Hannibal Verlag, Höfen 2007, ISBN 978-3-85445-279-9 (Originalausgabe: Necessity Is ... Early Years Of Frank Zappa And The Mothers Of Invention)